# 国道478号

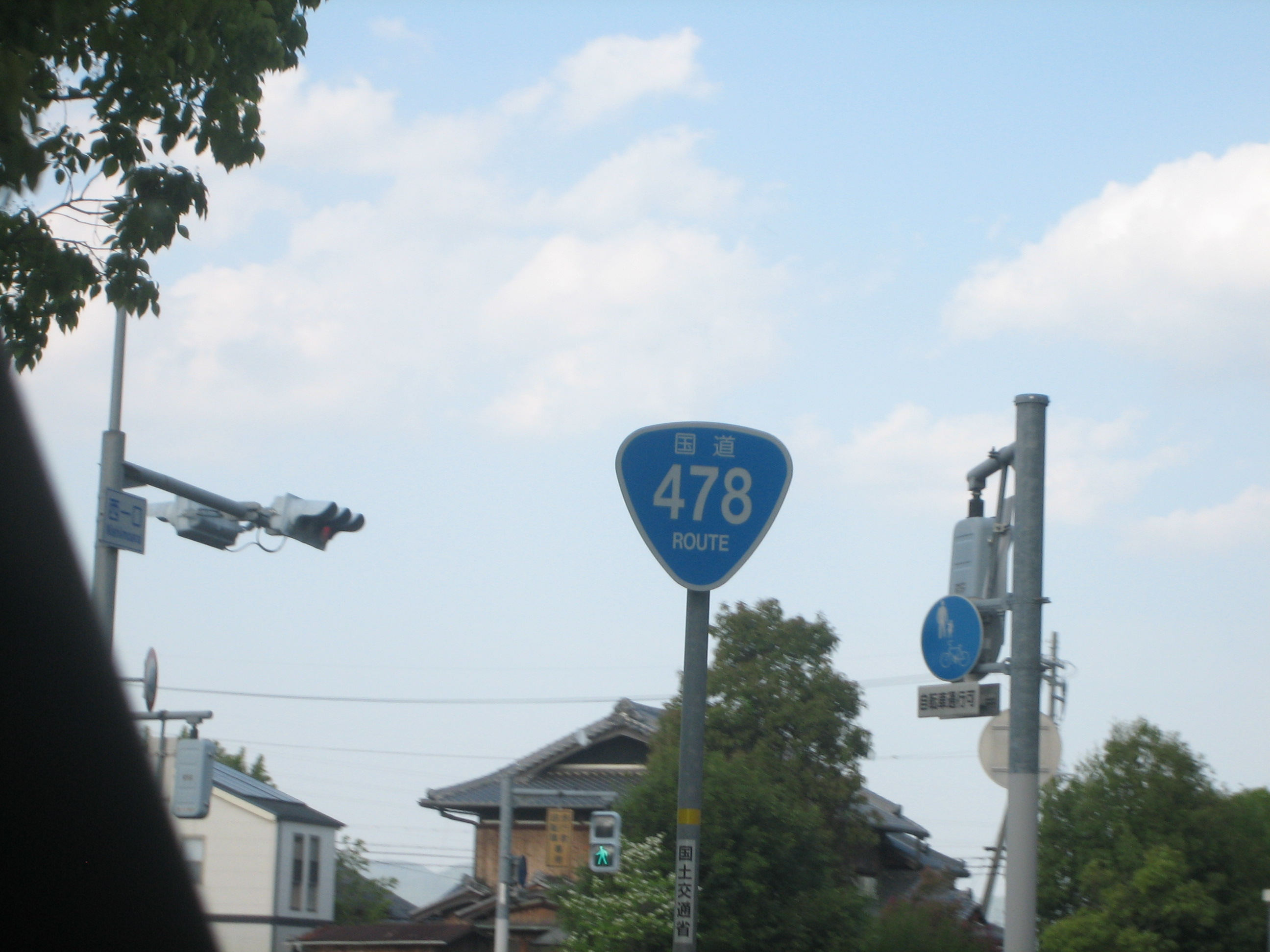
国道478号の案内標識 (京都府久御山町)

国道478号（こくどう478ごう）は、京都府宮津市から久世郡久御山町に至る一般国道である。

## 概要

### 路線データ
一般国道の路線を指定する政令に基づく起終点および重要な経過地は次のとおり。
- 起点：宮津市（宮津天橋立IC = 国道312号 山陰近畿自動車道宮津野田川道路起点）
- 終点：京都府久世郡久御山町（京滋バイパス森交差点 = 国道1号交点）
- 重要な経過地：舞鶴市、綾部市、京都府船井郡和知町、同郡瑞穂町、同郡丹波町、同郡園部町、同郡八木町、亀岡市、京都市、長岡京市、同府乙訓郡大山崎町、八幡市
- 総延長 : 101.8 km（京都府 94.2 km、京都市 7.7 km）重用延長を含む。[2][注釈 2]
- 重用延長 : 0.3 km（京都府 0.3 km、京都市 - km）[2][注釈 2]
- 未供用延長 : なし[2][注釈 2]
- 実延長 : 101.5 km（京都府 93.9 km、京都市 7.7 km）[2][注釈 2]
  - 現道 : 101.5 km（京都府 93.9 km、京都市 7.7 km）[2][注釈 2]
  - 旧道 : なし[2][注釈 2]
  - 新道 : なし[2][注釈 2]
- 指定区間：宮津市字宮村小字上914番2 - 京都府久世郡久御山町大字森小字中内76番1（全線）[3]

ほぼ全線が京都縦貫自動車道であり、自動車専用道路である。ただし、乙訓郡大山崎町の国道171号から久世郡久御山町の国道1号交点までは並行して一般道路も供用されている。

## 歴史
- 1993年（平成5年）4月1日 - 一般国道478号指定（1992年4月3日 平成4年政令第104号）。
- 2022年（令和4年）4月1日 - 宮津市字宮村小字上914番2から綾部市七百石町中溝13番が指定区間に追加[4]。

## 路線状況

### 事業名・道路名
- E9 京都縦貫自動車道
- 京都第二外環状道路
- E88 京滋バイパス

### 道路管理者
- 西日本高速道路京都高速道路事務所（宮津天橋立IC - 久御山IC）
- 国土交通省近畿地方整備局京都国道事務所京都第二維持出張所（大山崎町 - 久御山町の一般部）

## 地理

### 通過する自治体
- 京都府
  - 宮津市 - 舞鶴市 - 綾部市 - 船井郡京丹波町 - 南丹市 - 亀岡市 - 京都市（西京区） - 長岡京市 - 乙訓郡大山崎町 - 八幡市 - 京都市（伏見区） - 久世郡久御山町

### 交差する道路
事業名・道路名項目参照